# سیارک ۲۵۴۱۶
سیارک ۲۵۴۱۶ (به انگلیسی: 25416 Chyanwen، نامگذاری:1999VY58) بیست و پنج هزار و چهارصد و شانزدهمین سیارک کشف شده‌است که در ۴ نوامبر ۱۹۹۹ کشف شد.
قدر مطلق سیارک برابر ۱۱.۲ است.